# Eugen Vögler
Eugen Vögler (* 1. Februar 1884 in Dellwig; † 21. Januar 1956 in Essen) war ein deutscher Manager und langjähriger Vorstandsvorsitzender der Hochtief AG.

## Leben und Wirken
Eugen Vögler war eines von acht Kindern seiner Eltern. Sein Vater Karl Friedrich Vögler (1844–1930) hatte sich vom einfachen Bergmann zum Steiger hochgearbeitet; 1901 wurde er schließlich Betriebsführer der Zeche Hugo. Schon dem sieben Jahre älteren Bruder Albert Vögler wurde ein Studium ermöglicht; seine Karriere wurde auch für Eugens berufliches Leben entscheidend.
Eugen Vögler studierte Bauingenieurwesen an der Technischen Hochschule Charlottenburg, schloss die anschließende praktische Ausbildung mit dem 2. Staatsexamen ab und wurde zum Regierungsbaumeister (Assessor in der öffentlichen Bauverwaltung) ernannt. Während seines Studiums wurde er Mitglied im Akademischen Verein Motiv.
Im Jahre 1913 trat Eugen Vögler in die Dienste der Hochtief Aktiengesellschaft für Hoch- und Tiefbauten vorm. Gebr. Helfmann und avancierte in wenigen Jahren zum Leiter der Niederlassung Essen. Aus dieser Position verhandelte er 1921 maßgeblich einen Interessengemeinschaftsvertrag mit dem Stinnes-Konzern, in dem Albert Vögler eine führende Rolle hatte. Infolge dieses Vertrages wurde 1922 der Unternehmenssitz der Hochtief von Frankfurt am Main nach Essen verlegt, wo er sich heute noch befindet. Eugen stieg in den Vorstand auf. Als der Stinnes-Konzern mit dem Tod von Hugo Stinnes 1924 in die Krise geriet, traten die von Albert Vögler gegründeten Vereinigten Stahlwerke, der größte europäische Stahlproduzent, bei Hochtief in eine vergleichbare Position.
Als Vorstandsvorsitzender ab 1927 legte Eugen Vögler die Grundlagen für die Entwicklung von Hochtief zu einem international wettbewerbsfähigen Unternehmen. Er schuf eine neue Organisationsstruktur mit weitgehend unabhängigen Profitcentern, verschob den Schwerpunkt des Geschäfts auf den Stahlskelettbau, expandierte ins Ausland und gründete – erstmals in der Industrie – Lehrwerkstätten für die berufliche Ausbildung.
Die neue Unternehmensstruktur zeigte ihre Leistungsfähigkeit, als Hochtief 1929 den Auftrag für den Bau eines wesentlichen Teils des Albert-Kanals bekam. Obwohl das Volumen des Auftrags dem zweifachen bisherigen Jahresumsatz des Gesamtunternehmens entsprach, konnte er sogar vorfristig abgewickelt werden.
Vögler war politisch deutsch-national und hielt auch nach der Machtergreifung noch relativ lange Abstand zur NSDAP. Mit der Gleichschaltung der Wirtschaftsunternehmen übernahm er aber zentrale Positionen außerhalb der Hochtief AG, so als "Führer" der Wirtschaftsgruppe Bauindustrie und Leiter der Hauptabteilung IV der Reichsgruppe Industrie. In Fortsetzung seiner früheren Arbeit für die berufliche Ausbildung förderte er den einzigen verbliebenen Jugendverband, die Hitlerjugend, und erhielt ehrenhalber den hohen Dienstgrad eines Bannführers. 1943 wurde er Präsident der Gauwirtschaftskammer Essen. Nach der Lockerung der Mitglieder-Aufnahmesperre der NSDAP trat er zum 1. März 1937 der NSDAP bei (Mitgliedsnummer 3.837.414).
Die Hochtief AG beteiligte sich an Rüstungsprojekten und beschäftigte – wie viele Unternehmen – seit Beginn des Krieges in erheblichem Umfang Zwangsarbeiter. Im April 1945 gab Eugen Vögler seine Ämter faktisch auf und tauchte unter, um sich der Verhaftung durch die Besatzungsmächte erfolgreich zu entziehen.